# 엘레크 아코시
엘레크 아코시(헝가리어: Elek Ákos, 1988년 7월 21일 ~ )는 페헤르바르 II에서 수비형 미드필더로 활약하고 있는 헝가리의 축구 선수이다.

## 수상

### 클럽
- 비데오톤
  - 넴제티 버이녹샤그 I (1): 2010-11
- 디오슈죄르
  - 리가쿠파 (1): 2013–14

### 개인
- 비데오톤
  - 넴제티 스포르트 올해의 팀 (4): 2009–10, 2010–11 가을 시즌 , 2010–11, 2014–15 가을 시즌